# دجوزو فورينتوس
دجوزو فورينتوس Győző Forintos (ولد في 30 يوليو 1935 في بودابست) لاعب شطرنج مجري يحمل لقب أستاذ كبير.

## إنجازات
- فاز ببطولة المجر للشطرنج عام 1968/1969.
- مثل بلاده في أولمبياد الشطرنج ستة مرات أعوام 1958، 1964، 1966، 1970، 1972، 1974.

## ألقاب
- نال لقب أستاذ دولي عام 1963، ولقب أستاذ كبير عام 1974.

## روابط خارجية
- دجوزو فورينتوس على موقع مباريات الشطرنج (الإنجليزية)
- دجوزو فورينتوس على موقع 365Chess.com (الإنجليزية)
- دجوزو فورينتوس على موقع Chesstempo.com (الإنجليزية)
- دجوزو فورينتوس سجل أولمبياد الشطرنج على موقع OlimpBase.org (الإنجليزية)